# Záliv Petra Velikého
Záliv Petra Velikého (rusky Зали́в Петра́ Вели́кого) je záliv v Japonském moři. Jde o největší záliv Japonského moře u břehu Přímořského kraje Ruska. Je pojmenován po Petru Velikém, zakladateli Ruské říše.
Délka zálivu je 80 km, šířka přibližně 200 km. Břehy zálivu jsou členité a tvoří menší, vnitřní zálivy, zejména Amurský záliv a Ussurijský záliv. Na březích se rozkládají kromě Vladivostoku i další významná města: Nachodka, Bolšoj Kameň, Fokino a nejvýznamnější ruský tichooceánský přístav Vostočnyj.
V zálivu se nacházejí i četné ostrovy, například Ruský ostrov, Popovův ostrov, Souostroví Rimského-Korsakova, Puťjatinův ostrov, ostrov Askold či Furugelmův ostrov.
Do zálivu Petra Velikého vybíhá poloostrov Muravjova-Amurského, na jehož cípu se nachází Vladivostok. V zimě velká část zálivu zamrzá.